# Abdülkadir Köroğlu
Abdülkadir Köroğlu (* 1983 oder 1984) ist ein türkischer Amateurboxer im Mittelgewicht.
Er wurde unter anderem 2009 und 2012 Türkischer Meister im Weltergewicht sowie 2013 und 2014 Türkischer Meister im Mittelgewicht. 2004 gewann er im Halbweltergewicht eine Bronzemedaille bei den Meisterschaften der Europäischen Union (EU) in Madrid und 2008 ebenfalls eine Bronzemedaille im Weltergewicht bei den Europameisterschaften in Liverpool. Er scheiterte jedoch bei der Europäischen Olympiaqualifikation 2008 in Athen am Kroaten Boris Katalinić.
2011 folgten der 3. Platz beim Chemiepokal in Halle (Saale) sowie der 5. Platz bei den Europameisterschaften 2011 in Ankara. Bei der Europäischen Olympiaqualifikation 2012 in Trabzon erreichte er gegen Danilo Creati, Italien, Magomed Nurutdinow, Weißrussland und Balázs Bácskai, Ungarn, das Halbfinale, wo er gegen Patrick Wojcicki, Deutschland, unterlag und sich somit nicht qualifizieren konnte.
Darüber hinaus war Köroğlu Viertelfinalist der Universitätsweltmeisterschaften 2006 und 2008. Beim international stark besetzten Turnier „Ahmet Cömert“ gewann er 2005, 2007 und 2009 jeweils die Silbermedaille, nachdem er erst in den Finalkämpfen gegen Bülent Ulusoy, Adem Kılıççı sowie Önder Şipal unterlegen war.